# Bentayou-Sérée
Bentayou-Sérée – miejscowość i gmina we Francji, w regionie Nowa Akwitania, w departamencie Pireneje Atlantyckie.
Według danych na rok 1990 gminę zamieszkiwało 110 osób, a gęstość zaludnienia wynosiła 13 osób/km² (wśród 2290 gmin Akwitanii Bentayou-Sérée plasuje się na 1066. miejscu pod względem liczby ludności, natomiast pod względem powierzchni na miejscu 1173.).